# Bannost-Villegagnon
Bannost-Villegagnon là một xã ở tỉnh Seine-et-Marne, thuộc vùng Île-de-France ở miền bắc nước Pháp.

## Dân số
Người dân ở đây được gọi là Bannostiens-Villegagnonnais.
Điều tra dân số năm 1999, xã này có dân số là 482 người.